# Perczel István
Perczel István (Budapest, 1957. –) magyar vallástudós, a kora és keleti kereszténység, a keresztény egyházatyák és a bizánci történelem nemzetközileg elismert szakértője. Jelenleg a Közép-európai Egyetem (CEU) Középkori Tanszékének professzora.

## Életpályája
Doktorátusát a Magyar Tudományos Akadémián szerezte, értekezését Szent Ágostonról és Aranyszájú Szent Jánosról írta. Fő kutatási területe Pszeudo-Dionüsziosz metafizikája és a keralai Szent-Tamás keresztények egyháztörténete. 2000 óta egy nemzetközi projekt vezetője, mely a Szent-Tamás keresztények szír és malajálam kéziratainak tanulmányozását és digitalizálását végzi. Pályafutása során vendégprofesszor volt Párizsban, Kottayamban, Tbilisziben, Leuvenben, Princetonban, Berlinben, Athénban, Trentóban és Jeruzsálemben. 2018. áprilisában ő is felkerült a Figyelő című kormányközeli hetilap Soros Györggyel kapcsolatos listájára.

## Nyelvtudása
Egyetemi profilja szerint tud ógörögül, latinul, ószírül, garshuni malajálamul és ószlávul, továbbá beszél angolul, franciául, görögül, oroszul, olaszul, németül és ktobonoyo-ul, illetve felhasználói szinten tud óportugálul, héberül és modern malajálamul.

## Legfontosabb publikációi
- Malayalam Garshuni: A Witness to an Early Stage of Indian Christian Literature, in Hugoye: Journal of Syriac Studies 17, 2 (2014): 263-323.
- The Pseudo-Didymian De trinitate and Pseudo-Dionysius the Areopagite: A Preliminary Study, in: Studia Patristica 58/6: Neoplatonism and Patristics (Leuven-Paris-Walpole, MA: Peeters): 83-108.
- Pseudo-Dionysius the Areopagite and the Pseudo-Dormition of the Holy Virgin, in: Le Muséon 125/1-2 (2012): 55-97.
- Classical Syriac as a modern lingua franca in South India between 1600 and 2006, in: Modern Syriac Literature, ARAM Periodical 21 (2009): 289-321.
- The Nomocanon of Metropolitan Abdisho of Nisibis: A Facsimile Edition of MS 64 from the Collection of the Church of the East in Thrissur (Piscataway, NJ: Gorgias Press, 2005), 426 pp. ISBN 1-59333-133-9
- The Eucharist in Theology and Philosophy: Issues of Doctrinal History in East And West from the Patristic Age to the Reformation, ed. István Perczel, Réka Forrai, and György Geréby (Leuven: University Press, 2005), 474 pp. ISBN 90-5867-499-1
- Isten felfoghatatlansága és leereszkedése. Szent Ágoston és Aranyszájú Szent János metafizikája és misztikája, Atlantisz Könyvkiadó, Budapest, 1999, ISBN 9639165107, 248 pp.

## Külső hivatkozások
- Article by the British Orthodox Church